# ینگنگتس
ینگنگتس (به لاتین: Jeniniec) یک روستا در لهستان است که در گمینا بوگدانگتس واقع شده‌است. ینگنگتس ۳۱۰ نفر جمعیت دارد.